# Anthurium interruptum
Anthurium interruptum är en kallaväxtart som beskrevs av Luis Aloysius, Luigi Sodiro. Anthurium interruptum ingår i släktet Anthurium och familjen kallaväxter. Inga underarter finns listade.